# Internet Book of Critical Care
L'Internet Book of Critical Care, o IBCC (dall'inglese, Libro Internet di Terapia Intensiva), è un libro di testo medico online incentrato su argomenti di medicina di terapia intensiva, scritto dal medico statunitense Josh Farkas, specializzando in terapia intensiva e pneumologo all'Università del Vermont, e pubblicato da EMCrit.
All'inizio del libro, il suo autore ha spiegato la sua scelta di pubblicare in formato digitale, citando una serie di potenziali vantaggi, tra cui:
- liberamente disponibile a chiunque, ovunque, in qualsiasi momento
- ottimizzato per smartphone, facilitando l'utilizzo al volo
- aggiornato in tempo reale sulla base di peer review, nuove evidenze e nuove opinioni
- collegamenti continui a riferimenti e altre risorse online
- grafica, tweet e video incorporati
- podcast di accompagnamento che evidenziano i punti chiave di ogni capitolo
- capacità di cercare nel libro qualsiasi parola (più semplice di un indice tradizionale)

Nel 2020,durante la pandemia di COVID-19, è stato aggiunto un capitolo con le istruzioni per i professionisti medici su come trattare e combattere la COVID-19, che è stato presto incluso tra le risorse raccomandate dalle istituzioni.